# Robert Bloomfield
Robert Bloomfield (3. prosince 1766 Honington (Suffolk) – 19. srpna 1823 Shefford (Bedfordshire)) byl anglický básník, jehož práce je oceňována v souvislosti s jinými sebevzdělanými spisovateli, jako jsou Stephen Duck, Mary Collier a John Clare.

## Život
Robert Bloomfield se narodil v chudé rodině v obci Honingtonu, Suffolk. Jeho otec byl krejčí a zemřel na neštovice, když byl Robertovi rok. Základy vzdělání získal od své matky. Poté začal pracovat na farmě, která byla součástí panství vévody z Graftonu, jeho budoucího patrona. O čtyři roky později byl, díky své malé a slabé postavě (v dospělosti byl jen pět stop vysoký), poslán do Londýna, kde začal pracovat jako švec pro staršího bratra George. Jedním z jeho prvních úkolů bylo číst noviny nahlas, zatímco ostatní v dílně pracovali. Tak se dostal k poezii, která ho ihned zaujala. Svou první báseň Vesnická holka publikoval v roce 1786. Když se jeho bratr George vrátil v roce 1786 do Suffolku, postavil se na vlastní pěst jako švec a v roce 1790 se oženil s Mary Ann, se kterou měl pět dětí.
Báseň Farmářský kluk, která Bloomfielda proslavila byla složena v podkroví v Bell Alley, Coleman Street a byla inspirována básní Období Jamese Thomsona. Rukopis byl odmítnut několika vydavateli, než jeho bratr George Capel Lofft zařídil její zveřejnění v roce 1800. Její úspěch byl pozoruhodný. V letech 1800-1802 se prodalo více než 25 000 kopií a rovněž byla přetištěna v několika amerických vydáních, v německém překladu v Lipsku, v překladu do francouzštiny jako „Zemědělcův komorník“ v Paříži a v italském překladu v Miláně. I když tento úspěch pomohl Bloomfieldovi dočasně snížit svou chudobu, připravil ho rovněž o práci. Výsledkem bylo, že mu vévoda z Graftonu, který žil v Euston Hall nedaleko obce Bloomfield od narození, vyplácel malou rentu £15.
Bohužel nakladatelství Vernon a Hood, které Bloomfielda vydávalo, zkrachovalo v roce 1812 a on byl nucen se přestěhovat z Londýna do pronajaté chaty v obci Bedfordshire. V roce 1814 zemřela jedna z dcer, díky čemuž se jeho manželka zbláznila. Robert Bloomfield se poté snažil pracovat jako knihkupec, což se mu nedařilo. Na sklonku života trpěl velkými depresemi, až dne 19. srpna 1823 ve velké bídě zemřel. Aby bylo z čeho zaplatit jeho dluhy a náklady na pohřeb, byla jeho sbírka knih a rukopisů, jakož i inventář domácnosti rozprodána v dražbě.
Robertův bratr Nathaniel, také publikoval sbírku poezie Esej o válce, a to v roce 1803.

## Poezie
Bloomfieldova poezie byla často srovnávána s jeho rodákem ze Suffolku Georgem Crabbem. Na rozdíl od Crabba jsou však Bloomfieldovy básně veselejší a jeho poezie důraznější.

## Dílo

### Básně
- Růžová Hanička